# 何永賢
何永賢，JP（1964年9月8日—），香港建築師，前建築署署長，香港特別行政區政府第1任房屋局局長。

## 簡歷
何永賢早年就讀聖公會幼稚園、聖保羅男女中學附屬小學、聖保羅男女中學，上有一名兄長。由於父親於旭龢道一座花園大宅打住家工，大宅主人把車房分給何氏一家居住，她於是自出生以來至就讀大學時期一直都居住在該大宅的車房。她畢業於香港大學建築系，並於歐洲工商管理學院完成高級管理課程，亦是香港建築師學會的會員及註冊建築師。
何永賢於1992年加入香港政府，於建築署任職建築師，於2009年晉升為總建築師（首長級第1級），2012年晉升為政府建築師（首長級第2級），及至2018年出任建築署副署長（首長級第3級）。
2020年12月18日，何永賢接替退休的前署長林余家慧，出任建築署署長（首長級第5級）。任內曾負責竹篙灣、啟德等地方以組裝合成建築技術興建的檢疫設施、臨時醫院和社區隔離設施的建造，及立法會綜合大樓擴建工程。
2022年6月19日，中華人民共和國國務院公布香港特別行政區第六屆政府主要官員名單，何永賢被任命為政府架構重組後第一任房屋局局長。

## 外部連結
- 房屋局局長何永賢於香港政府一站通網頁的介紹 （页面存档备份，存于）
- 何永賢的Facebook專頁

| 官衔                               | 官衔                                     | 官衔          |
| ---------------------------------- | ---------------------------------------- | ------------- |
| 前任者： 陳帆 （運輸及房屋局局長） | 房屋局局長 2022年7月1日－                | 現任          |
| 政府职务                           |                                          |               |
| 前任者： 林余家慧                  | 建築署署長 2020年12月18日－2022年6月30日 | 繼任： 謝昌和 |